# Pazifischer Seewolf
Der Pazifische Seewolf (Anarrhichthys ocellatus) ist ein 2,00 bis 2,4 Meter lang werdender Meeresfisch der im nördlichen Pazifik von den Aleuten, entlang der Küste des südlichen Alaska bis nach Kalifornien auf der Höhe von Imperial Beach vorkommt.

## Merkmale
Die Fische haben einen Körper, der wesentlich langgestreckter ist als der der Seewölfe der Gattung Anarhichas. Die Färbung ist meist grau oder braun, manchmal grünlich. Auf den Flanken haben sie dunkle, ovale Flecken, die hell begrenzt sind. Jungfische sind oft orange gefärbt. Die Bauchflossen fehlen, die Seitenlinie ist unvollständig. Die Kiefer sind vorne mit konischen Fangzähnen und hinten mit stumpfen Mahl- und Brechzähnen besetzt. 
Flossenformel: D 228-250, A 200-233, P 20. (C fehlt.)

## Lebensweise
Der Pazifische Seewolf lebt in felsigen Habitaten, in Tiefen bis 220 Metern. Er ernährt sich vor allem von hartschaligen Wirbellosen und Fischen. Tagsüber haust der Fisch in Spalten, die er abends zur Nahrungssuche verlässt, zu denen er aber morgens sehr standorttreu zurückkehrt. Die Geschlechtsreife erreicht er mit 4 - 7 Jahren bei Längen um 90 cm. Es gibt Hinweise darauf, dass diese Fischart (lebenslang) monogam ist. Der Eiballen wird von beiden Eltern beschützt, indem sie ihre aalartigen Körper um das Gelege (ca. 100 000 große Eier) schlingen. Die Jungfische leben bis zu einem Alter von zwei Jahren pelagisch.

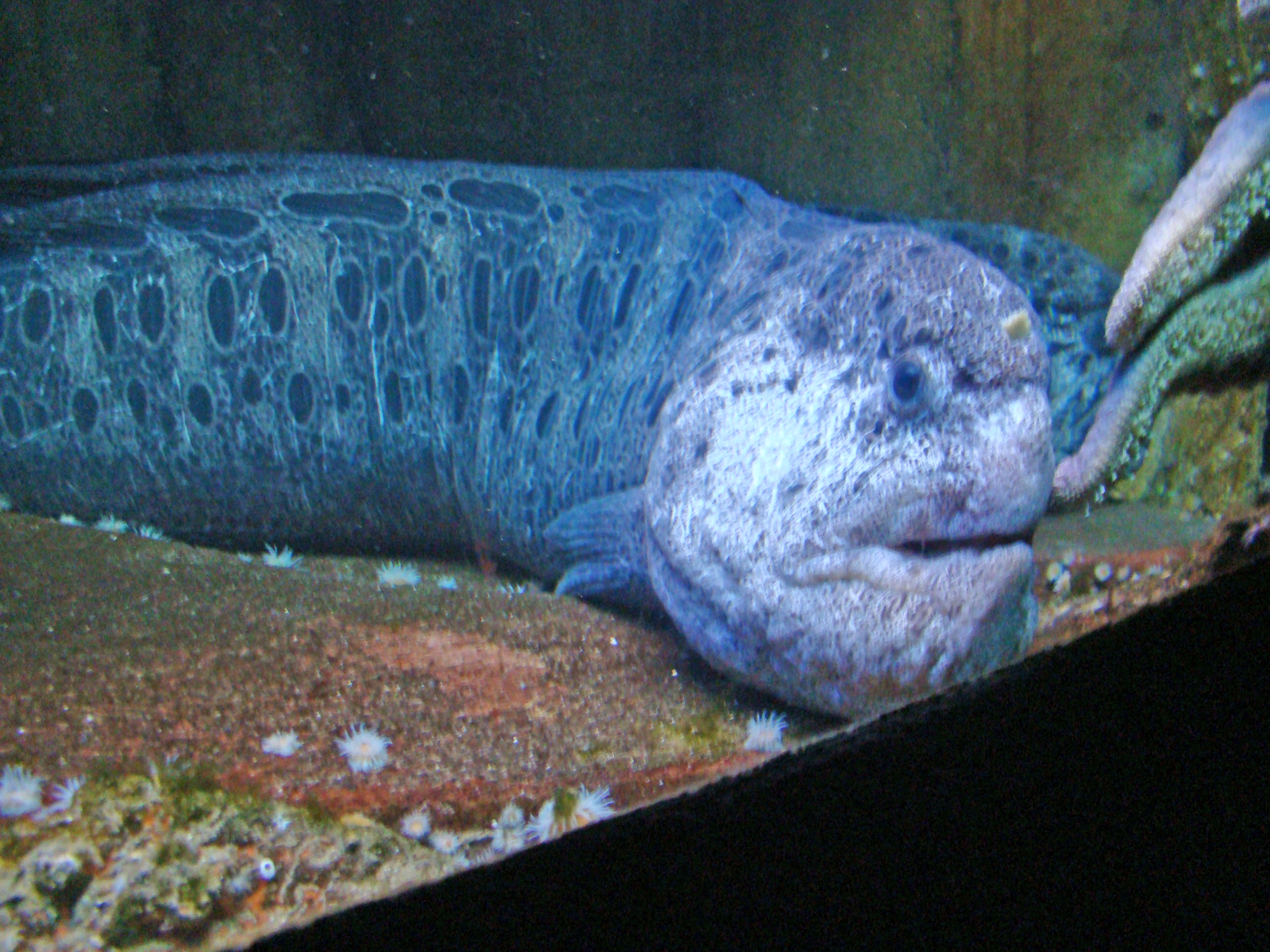
Hier sieht man die namengebenden Augenflecken (ocelli) verschiedener Größe.